# Tokyo trash baby
Tokyo trash baby (東京ゴミ女?, Tôkyô gomi onna) è un film del 2000 diretto da Ryūichi Hiroki.
È stato presentato nel 2001, tra gli altri, all'Hong Kong Film Festival, al Singapore International Film Festival al Locarno Film Festival e al Vancouver Film Festival.

## Trama
Miyuki è una bella ragazza single che lavora come cameriera in un caffè di Tokyo. In netto contrasto con la sua libertina collega Kyoko, Miyuki appare molto inibita nell'approcciare gli uomini. Mentre declina le insistenti avance di Kawashima, un cliente abituale del caffè, coltiva una passione per Yoshinori, un musicista che abita al piano di sopra nel suo condominio. Non gli rivolge la parola, ma rovistando regolarmente nella sua spazzatura, ha accumulato oggetti di nessun valore appartenuti allo stesso e tenuti come cimeli, ma soprattutto ne ha così appreso gusti, preferenze e abitudini che comincia a condividere.
Dopo aver ceduto alle insistenze di Kawashima, senza lasciarsi minimamente coinvolgere dal punto di vista sentimentale, Miyuki si fa più intraprendente. Spacciandosi per la ragazza di Yoshinori, affronta a muso duro Sayaka, una ex che continua a scrivere lettere che vengono puntualmente cestinate senza essere aperte. Ricacciata così una potenziale rivale, alla fine di un concerto, Miyuki si avvicina timidamente al sospirato musicista. Lui afferma che la stava aspettando e poi i due finiscono a letto a casa sua. La mattina seguente, lei innamoratissima si appresta a preprare la colazione quando lui, con estrema naturalezza, le svela di essersi accorto da tempo che lei curiosa nella sua spazzatura.
Miyuki è impietrita e lui la tranquillizza dicendo che non gli dispiacciono le ragazze bizzarre, anzi...
Per lei però è come se, sul più bello, si sia dissolto tutto. Realizza di non essere così speciale per lui come aveva immaginato e così mette tutti gli oggetti che aveva raccolto nel suo appartamento, in un grande sacco della spazzatura. Quindi vaga per Tokyo finché non si fa dare un passaggio su una chiatta che la porta nell'Isola dei Sogni (Yumenoshima), il posto perfetto dove lasciare per sempre questo pezzo di sé.

## Riconoscimenti
- 2002 - Festival du film asiatique de Deauville
  - Miglior film digitale